# Persone di nome Giuseppe/Militari
| Questa pagina contiene informazioni ricavate automaticamente dalle voci biografiche con l'ausilio del template Bio e di un bot. L'aggiornamento è periodico e automatico e ricostruisce completamente la pagina. Se manca una persona in questa lista, sei pregato di non aggiungerla, ma accertati piuttosto che la sua voce biografica contenga il template Bio e che i dati anagrafici siano correttamente compilati. Se il template Bio manca, inseriscilo tu stesso o, in alternativa, metti l'avviso {{tmp\|Bio}} che ne segnala la mancanza. Se i dati riportati sono sbagliati, correggi direttamente la voce biografica; le modifiche saranno visibili in questa lista entro pochi giorni. Per chiarimenti vedi il progetto antroponimi. La lista contiene solo le 170 persone che sono citate nell'enciclopedia e per le quali è stato implementato correttamente il template Bio. Pagina aggiornata al 22 lug 2025. |

Questa è una lista di persone presenti nell'enciclopedia che hanno il nome Giuseppe e sono militari.

## A(10)
- Giuseppe Abbagnale, militare italiano (Casola di Napoli, n. 1816 - Aversa, † 1869)
- Giuseppe Albanese Ruffo, militare italiano (L'Aquila, n. 1915 - Got el Ualeb, † 1942)
- Giuseppe Albino, militare italiano (Campobasso, n. 1866 - Abba Garima, † 1896)
- Giuseppe Aldobrandini, II principe di Meldola, militare e nobile italiano (Frascati, n. 1865 - Roma, † 1939)
- Giuseppe Angelillo, militare italiano (Gioia del Colle, n. 1899 - Monte Zuqualà, † 1939)
- Giuseppe Ardito, militare italiano (Chieti, n. 1938 - Roma, † 2009)
- Giuseppe Arena, militare italiano (Pizzoni, n. 1899 - Manué, † 1936)
- Giuseppe Artina, militare italiano (Ghisalba, n. 1836 - Cosenza, † 1893)
- Giacomo Asinari di Bernezzo, militare italiano (Torino, n. 1764 - Torino, † 1837)
- Giuseppe Avenanti, militare e funzionario italiano (Arcevia, n. 1898 - Kopanki, † 1943)

## B(23)
- Giuseppe Baisi, militare italiano (Napoli, n. 1914 - Kotowkj, † 1942)
- Giuseppe Barboglio, militare italiano (Brescia, n. 1838 - Passirano, † 1919)
- Giuseppe Barca, ufficiale e ingegnere militare italiano (Milano - Vercelli, † 1639)
- Giuseppe Basso della Rovere, militare italiano (Venaria Reale, n. 1837)
- Giuseppe Baudoin, militare italiano (Giletta, n. 1843 - battaglia di Adua, † 1896)
- Giuseppe Baylon, militare e aviatore italiano (Firenze, n. 1909 - Fiesole, † 2005)
- Giuseppe Beati, militare e aviatore italiano (Parcy-et-Tigny, n. 1899 - Gasr Reimtehah, † 1929)
- Giuseppe Beleno, militare italiano (Fossato di Vico, n. 1863 - Gorizia, † 1916)
- Giuseppe Bellandi, militare italiano (Brescia, n. 1833 - Brescia, † 1910)
- Giuseppe Belmonte, militare e agente segreto italiano (Napoli, n. 1929 - Roma, † 1998)
- Giuseppe Benvenuti, militare italiano (Arezzo, n. 1893 - Monte Cucco di Plava, † 1917)
- Giuseppe Bersani, militare italiano (Roma - Roma)
- Giuseppe Bertolotti, militare italiano (Gavardo, n. 1890 - Innsbruck, † 1917)
- Giuseppe Besozzi, militare e politico italiano (Milano, n. 1837 - Milano, † 1907)
- Giuseppe Biagi, militare e esploratore italiano (Medicina, n. 1897 - Roma, † 1965)
- Giuseppe Bignami, militare e marinaio italiano (Genova, n. 1917 - Mediterraneo Orientale, † 1942)
- Giuseppe Borghese, militare italiano (Barberino del Mugello, n. 1906 - Gandesa, † 1938)
- Giuseppe Bortolotti, militare italiano (Bologna, n. 1893 - Udine, † 1917)
- Giuseppe Boselli, militare e imprenditore italiano (Bologna, n. 1867 - Levanto, † 1941)
- Giuseppe Brignole, militare e ufficiale italiano (Noli, n. 1906 - Noli, † 1992)
- Giuseppe Broggi, militare e patriota italiano (Milano, n. 1814 - Milano, † 1848)
- Giuseppe Buonfiglio, militare e storico italiano (Messina, n. 1547 - Messina, † 1622)
- Giuseppe Burtone, militare, partigiano e politico italiano (Militello in Val di Catania, n. 1920 - Militello in Val di Catania, † 2009)

## C(22)
- Giuseppe Caimi, militare e calciatore italiano (Milano, n. 1890 - Ravenna, † 1917)
- Giuseppe Caito, militare italiano (Trapani, n. 1906 - golfo di Biscaglia, † 1943)
- Giuseppe Campanelli, militare italiano (Potenza, n. 1811 - Napoli, † 1884)
- Giuseppe Cangialosi, militare italiano (Palermo, n. 1895 - Veliki Hribach, † 1916)
- Giuseppe Cantafio, militare italiano (Gimigliano, n. 1920 - regione di Brumbulliment, † 1941)
- Giuseppe Cantù, militare e politico italiano (Orzinuovi, n. 1873 - New York, † 1940)
- Giuseppe Cappelletto, militare italiano (Lonigo, n. 1920 - Seconda battaglia di El Alamein, † 1942)
- Giuseppe Carli, militare italiano (Barletta, n. 1896 - Monte Mrzli, † 1915)
- Giuseppe Caroppa, militare italiano (Taranto, n. 1979)
- Giuseppe Angelo Maria Carron di San Tommaso, militare e politico italiano (Torino, n. 1718 - Torino, † 1796)
- Giuseppe Cederle, militare italiano (Montebello Vicentino, n. 1918 - Mignano Monte Lungo, † 1943)
- Giuseppe Cenni, ufficiale e aviatore italiano (Casola Valsenio, n. 1915 - Aspromonte, † 1943)
- Giuseppe Ciaffei, ufficiale e storico italiano (Monte Compatri, n. 1904 - Roma, † 1982)
- Giuseppe Cianino, militare italiano (Castellammare del Golfo, n. 1909 - Marano Lagunare, † 1945)
- Giuseppe Cigala Fulgosi, militare italiano (Piacenza, n. 1910 - Roma, † 1977)
- Giuseppe Cimicchi, militare e aviatore italiano (Castel Viscardo, n. 1913 - Orvieto, † 1992)
- Giuseppe Ciminelli, militare italiano (Chiaromonte, n. 1959)
- Giuseppe Colapietro, militare italiano (Turi, n. 1895 - Monte Dunun, † 1936)
- Giuseppe Corrias, militare italiano (Cagliari, n. 1892 - Roma, † 1970)
- Giuseppe Giacomo Cotti, militare italiano (Grazzano Badoglio, n. 1838 - Custoza, † 1866)
- Giuseppe Crovetto, militare italiano (Genova, n. 1915 - strada per Torrevelilla, † 1938)
- Giuseppe Cordero Lanza di Montezemolo, ufficiale italiano (Roma, n. 1901 - Roma, † 1944)

## D(12)
- Giuseppe Damonte, militare e aviatore italiano (Torre Pellice, n. 1899 - Tirrenia, † 1931)
- Giuseppe De Baillou, militare e ingegnere italiano
- Giuseppe De Carli, militare italiano (Azzano Decimo, n. 1897 - Pordenone, † 1960)
- Giuseppe De Martini, militare italiano (Thiesi, n. 1912 - Mali Scindeli, † 1941)
- Giuseppe De Monte, militare e partigiano italiano (Ragogna, n. 1923 - Villanova di San Daniele del Friuli, † 1945)
- Giuseppe De Gol, militare italiano (Strigno, n. 1882 - Albaredo, † 1915)
- Giuseppe Di Bartolo, militare italiano (Palermo, n. 1900 - Mar Mediterraneo, † 1943)
- Giuseppe Di Bartolo, militare italiano (Raiano, n. 1911 - Oglat Marteba, † 1943)
- Giuseppe Di Rorai, militare italiano (Loreo, n. 1895 - Marsa Brega, † 1923)
- Giuseppe Dosi, militare italiano (Roma, n. 1891 - Sabaudia, † 1981)
- Giuseppe Duodo, militare italiano (Codroipo, n. 1757 - Lissa, † 1811)
- Giuseppe de Thurn, militare, imprenditore e banchiere austriaco (Gorizia, n. 1760 - Venezia, † 1831)

## E(1)
- Giuseppe Ellena, militare italiano (Saluzzo, n. 1839 - Firenze, † 1918)

## F(5)
- Giuseppe Failla, militare e partigiano italiano (Vercelli, n. 1922 - Montenegro, † 1944)
- Giuseppe Felice, militare italiano (Cerda, n. 1920 - Zona di Kodra Luges, † 1941)
- Giuseppe Felici, militare e partigiano italiano (Roma, n. 1923 - Campo Reatino, † 1944)
- Giuseppe Fontana, militare e marinaio italiano (Vicenza, n. 1902 - mar Mediterraneo, † 1941)
- Giuseppe Franchi Maggi, militare italiano (Pavia, n. 1890 - Pont-Arcy, † 1918)

## G(11)
- Giuseppe Gabbin, militare e aviatore italiano (San Trovaso, n. 1889 - Tolmino, † 1917)
- Giuseppe Maria Gabriele Galateri di Genola, militare italiano (Savigliano, n. 1761 - Suniglia, † 1844)
- Giuseppe Galliano, militare italiano (Vicoforte, n. 1846 - Adua, † 1896)
- Giuseppe Ghione, militare italiano (Savigliano, n. 1889 - Marmarica, † 1941)
- Giuseppe Giangrande, militare italiano (Monreale, n. 1963)
- Giuseppe Giannola, militare italiano (Palermo, n. 1917 - Palermo, † 2016)
- Giuseppe Giovannetti, militare italiano (Lucca, n. 1788 - Reggio Emilia, † 1848)
- Giuseppe Goracci, militare e aviatore italiano (Spoleto, n. 1917 - Hyères, † 1940)
- Giuseppe Gozzer, militare e partigiano italiano (Magrè all'Adige, n. 1914 - Hersbruck, † 1945)
- Giuseppe Grabinski, ufficiale polacco (Varsavia, n. 1771 - San Martino in Argine, † 1843)
- Giuseppe Grandi, militare italiano (Limone Piemonte, n. 1914 - Arnautowo, † 1943)

## I(3)
- Giuseppe Iannelli, militare italiano
- Giuseppe Iannucci, militare italiano (Cagliari, n. 1963)
- Giuseppe Ioli, militare italiano (Divignano, n. 1913 - Roma, † 1997)

## L(7)
- Giuseppe Pietro La Marca, militare e partigiano italiano (Piazza Armerina, n. 1905 - Roma, † 1989)
- Giuseppe La Rosa, militare italiano (Barcellona Pozzo di Gotto, n. 1982 - Farah, † 2013)
- Giuseppe Li Bassi, militare italiano (Palermo, n. 1908 - Savnik, † 1941)
- Giuseppe Liccardi, militare italiano (Troina, n. 1937 - Belpasso, † 1999)
- Giuseppe Lo Moro, militare e aviatore italiano (Gioia Tauro, n. 1910 - Cherta, † 1938)
- Giuseppe Lo Presti, militare e partigiano italiano (Roma, n. 1919 - Roma, † 1944)
- Giuseppe Locatelli, militare italiano (Parma, n. 1914 - Alam Abu Hileiuat, † 1940)

## M(21)
- Giuseppe Majone, militare e aviatore italiano (Napoli, n. 1909 - Mondovì, † 1939)
- Giuseppe Majorana, militare e aviatore italiano (Nervi, n. 1910 - Mediterraneo, † 1941)
- Giuseppe Malladra, militare e politico italiano (Torino, n. 1863 - Verona, † 1940)
- Giuseppe Mancini, militare italiano (Arezzo, n. 1893 - Melette, † 1917)
- Giuseppe Mancino, militare italiano (Palermo, n. 1888 - Nervesa della Battaglia, † 1918)
- Giuseppe Manzelli, militare e partigiano italiano (Mercato Saraceno, n. 1894 - Roma, † 1963)
- Giuseppe Maras, militare e partigiano italiano (Selve, n. 1922 - Roma, † 2002)
- Giuseppe Augusto Mariani, militare italiano (Seregno, n. 1884 - Cesano Maderno, † 1959)
- Giuseppe Marini, militare e aviatore italiano (Adrara San Martino, n. 1915 - Borjas Blancas, † 1938)
- Giuseppe Massina, militare italiano (Como, n. 1901 - Gaser, † 1937)
- Giuseppe Mattei Orsini, I duca di Paganica, militare, nobile e collezionista d'arte italiano (Roma, n. 1604 - Roma, † 1660)
- Giuseppe Mazzaglia, militare italiano (Catania, n. 1898 - Uolchefit, † 1941)
- Giuseppe Mazzocca, militare italiano (Farindola, n. 1922 - Ivanowka, † 1942)
- Giuseppe Mazzoli, militare italiano (Veroli, n. 1897 - Saragozza, † 1938)
- Giuseppe Mendozza, militare italiano (Caracas, n. 1916 - Campagna italiana di Russia, † 1943)
- Giuseppe Meridda, militare italiano (Ozieri, n. 1913 - La Muela, † 1938)
- Giuseppe Miraglia, ufficiale, marinaio e aviatore italiano (Lugo, n. 1883 - Venezia, † 1915)
- Giuseppe Missori, militare italiano (Mosca, n. 1829 - Milano, † 1911)
- Giuseppe Moles, militare italiano (Edolo, n. 1911 - Tortosa, † 1938)
- Giuseppe Moschini, militare e marinaio italiano (Sant'Elpidio a Mare, n. 1903 - Canale di Sicilia, † 1943)
- Giuseppe Motta, ufficiale e aviatore italiano (Quargnento, n. 1894 - Lago di Garda, † 1929)

## N(3)
- Giuseppe Nardelli, militare italiano (Serracapriola, n. 1965)
- Giuseppe Nembrini, militare italiano (Grumello del Monte, n. 1921 - Mongardino, † 1945)
- Giuseppe Nieddu, militare italiano (Alà dei Sardi, n. 1952 - Olbia, † 1991)

## O(4)
- Giuseppe Oblach, militare e aviatore italiano (Cadoneghe, n. 1916 - Marsa El Brega, † 1942)
- Giuseppe Venanzio Olivieri, militare italiano (Rossiglione Inferiore, n. 1834 - Moncalieri, † 1891)
- Giuseppe Oriana, militare e politico italiano (La Spezia, n. 1915 - Genova, † 2007)
- Giuseppe Orsi, militare italiano (Napoli, n. 1885 - Sciara Zauia, † 1911)

## P(17)
- Giuseppe Pace, militare e politico italiano (Castrovillari, n. 1826 - Eboli, † 1866)
- Giuseppe Paggi, militare italiano (Sali Vercellese, n. 1890 - Piave, † 1918)
- Giuseppe Pagliei, militare e poliziotto italiano (Giuliano di Roma, n. 1949 - Patrica, † 1978)
- Giuseppe Palombo, militare italiano (Germania, n. 1966 - Carmiano, † 2004)
- Giuseppe Parlato, militare, dirigente pubblico e prefetto italiano (Partanna, n. 1917 - Roma, † 2003)
- Giuseppe Pasquali, militare italiano (L'Aquila, n. 1898 - Marmarica, † 1941)
- Giuseppe Paternò, militare e politico italiano (Palermo, n. 1794 - Palermo, † 1874)
- Giuseppe Perego, militare italiano (Sondrio, n. 1920 - Arnautowo, † 1943)
- Giuseppe Pesenti Gritti, militare italiano (Vertova, n. 1908)
- Giuseppe Pesola, militare e aviatore italiano (Foggia, n. 1915 - Galatina, † 1944)
- Giuseppe Picchioni, militare italiano (Tivoli, n. 1886 - Battaglia della Bainsizza, † 1917)
- Giuseppe Pintus, militare italiano (Assemini, n. 1890 - monte Zebio, † 1917)
- Giuseppe Plado Mosca, militare italiano (Acquaviva Platani, n. 1918 - Battaglia di Arbuzovka, † 1942)
- Giuseppe Porpora, militare e prefetto italiano (Castellammare di Stabia, n. 1926 - Roma, † 2013)
- Giuseppe Portolesi, militare italiano (Novara, n. 1977)
- Giuseppe Pressato, militare italiano (Torreglia, n. 1915 - Padova, † 2003)
- Giuseppe Pulicari, militare italiano (Capodimonte, n. 1933 - Castel San Pietro Terme, † 1979)

## R(12)
- Giuseppe Renzi, militare italiano (Forlì, n. 1897 - Alture di Gosc-Mens, † 1937)
- Giuseppe Riccardi, militare italiano (Gorno, n. 1918 - Jesi, † 1944)
- Camillo Ricchiardi, militare, avventuriero e giornalista italiano (Alba, n. 1865 - Casablanca, † 1940)
- Giuseppe Ricci, militare e politico italiano (Genova, n. 1811 - Genova, † 1881)
- Giuseppe Rigolli, militare e aviatore italiano (Castell'Arquato, n. 1915 - Fuentes de Ebro, † 1937)
- Giuseppe Rimbotti, militare, partigiano e giornalista italiano (Milano, n. 1915 - Pozzo della Chiana, † 2000)
- Giuseppe Rondizzoni, militare italiano (Mezzano Superiore, n. 1788 - Valparaíso, † 1866)
- Giuseppe Rossi, militare e politico italiano (Buttigliera d'Asti, n. 1797 - Torino, † 1880)
- Giuseppe Rossi, militare e imprenditore italiano (Carpaneto Piacentino, n. 1881 - † 1957)
- Giuseppe Rossi, militare italiano (Parma, n. 1921 - Russia, † 1943)
- Giuseppe Rosso, militare italiano (Roma, n. 1907 - Maghec, † 1941)
- Giuseppe Rusca, militare italiano (Genova, n. 1892 - Monte Zovetto, † 1916)

## S(8)
- Roberto Saluzzo di Monesiglio, militare e nobiluomo italiano (Torino, n. 1781 - Monesiglio, † 1856)
- Giuseppe Salvarezza, militare e partigiano italiano (Sarissola di Busalla, n. 1924 - Rovello di Mongiardino, † 1944)
- Giuseppe Sgariglia, militare italiano (Qualiano, n. 1915 - Rimini, † 1942)
- Giuseppe Sidoli, militare italiano (Vernasca, n. 1905 - Tarà Mosovic, † 1938)
- Giuseppe Silicani, militare italiano (Carrara, n. 1881 - Dosso Faiti, † 1917)
- Giuseppe Sparzani, militare italiano (Venezia, n. 1899 - Roma, † 1964)
- Giuseppe Stabile, militare italiano (Palermo, n. 1874 - Trapani, † 1956)
- Giuseppe Stuto, militare italiano (Favara, n. 1870 - Sigmundsherberg, † 1917)

## T(3)
- Giuseppe Tagliamonte, militare italiano (Torre Annunziata, n. 1884 - Ronchi dei Legionari, † 1915)
- Giuseppe Toigo, militare italiano (Arten, n. 1920 - Fonzaso, † 1955)
- Giuseppe Trombone de Mier, militare italiano (Vercelli, n. 1822 - Verona, † 1866)

## U(1)
- Giuseppe Ugolini, militare italiano (Torgiano, n. 1885 - Milano, † 1920)

## V(6)
- Giuseppe Vaccari, militare e politico italiano (Montebello Vicentino, n. 1866 - Milano, † 1937)
- Giuseppe Valenti, militare e carabiniere italiano (Terranova di Sicilia, n. 1899 - Guadalajara, † 1937)
- Giuseppe Valitutti, militare e politico italiano (Paola, n. 1826 - Paola, † 1891)
- Giuseppe Vayra, militare italiano (Cherasco, n. 1813 - Cherasco, † 1882)
- Giuseppe Viscovich, militare italiano (Perasto, n. 1728 - Perasto, † 1804)
- Giuseppe Vitali, militare e inventore italiano (Bergamo, n. 1845 - Anzio, † 1921)

## Z(1)
- Giuseppe Zigiotti, militare, politico e sindacalista italiano (Cordovado, n. 1897)